# Милоградовское сельское поселение (Приморский край)
Милоградовское се́льское поселе́ние — сельское поселение в Ольгинском районе Приморского края.
Административный центр — село Милоградово.

## История
Статус и границы сельского поселения установлены Законом Приморского края от 11 октября 2004 года № 145-КЗ «Об Ольгинском муниципальном районе»

## Население
| 2008 | 2010  | 2011  | 2012  | 2013  | 2014  | 2015  |
| ---- | ----- | ----- | ----- | ----- | ----- | ----- |
| 1135 | ↘1066 | ↘1061 | ↘1032 | ↘1018 | ↗1020 | ↘1013 |
| 2016 | 2017  | 2018  | 2019  | 2020  | 2021  |       |
| ↘994 | ↘966  | ↘946  | ↘928  | ↘898  | ↘843  |       |

## Состав сельского поселения
В состав сельского поселения входят 2 населённых пункта:
| № | Населённый пункт | Тип населённого пункта       | Население |
| - | ---------------- | ---------------------------- | --------- |
| 1 | Лиственная       | село                         | ↘117      |
| 2 | Милоградово      | село, административный центр | ↘949      |

## Местное самоуправление
Администрация
Адрес: 692458, с. Милоградово, ул. Арсеньева, 7. Телефон: 8 (42376) 9-63-45
Глава администрации
- Бобова Галина Сергеевна